# Cantó de Grancey-le-Château-Neuvelle
El cantó de Grancey-le-Château-Neuvelle és un cantó francès del departament de Costa d'Or, situat al districte de Dijon. Té 10 municipis i el cap és Grancey-le-Château-Neuvelle.

## Municipis
- Avot
- Barjon
- Busserotte-et-Montenaille
- Bussières
- Courlon
- Cussey-les-Forges
- Fraignot-et-Vesvrotte
- Grancey-le-Château-Neuvelle
- Le Meix
- Salives

## Història
| Data d'elecció                           | Identitat       | Partit           | Qualitat |
| ---------------------------------------- | --------------- | ---------------- | -------- |
| 1945-1967                                | Maurice Garnier | radical          |          |
| 1967-1979                                | Henri Belime    | UDR, després RPR |          |
| 1979-1985                                | Maurice Garnier | PS               |          |
| 1985-1998                                | Michel Roussel  | RPR              |          |
| 1998-                                    | Alain Houpert   | Divers droite    |          |
| les dades anteriors no són pas conegudes |                 |                  |          |
|                                          |                 |                  |          |

## Demografia
| A partir de 1990: Població sense dobles comptes |